# Innocenti Mini
L'Innocenti Mini est une petite voiture produite de 1965 à 1975 par le constructeur automobile italien Innocenti sur la base de la Mini de British Motor Corporation (BMC), devenu British Leyland en 1968. Elle était fabriquée à Milan, dans le quartier de Lambrate.

## Histoire
La Mini, lancée le 26 août 1959 sous les marques Austin et Morris, est l'œuvre de l'ingénieur d'origine grecque Alec Issigonis qui créa la première voiture traction avant avec un moteur placé transversalement et une boîte de vitesses sous le moteur avec un carter commun.
La partie mécanique était simple, utilisant un moteur Morris Série A dont la cylindrée avait été réduite à 848 cm3 développant une puissance de 34 ch. Vu le faible volume utile du compartiment moteur, le radiateur était placé sur le côté gauche du bloc. 
Par souci d'économie, les charnières des portières et les soudures, partiellement masquées par les gouttières, étaient (très) visibles.
L'accueil du public ne fut pas très enthousiaste au début, à cause d'un confort très relatif, pour ne pas dire d'un inconfort garanti, et d'une position de conduite « de camionneur ». Mais la clientèle jeune et surtout féminine lui assura, après 1965, un large succès planétaire.

## La version italienne Innocenti Mini Minor
La firme italienne Innocenti, était un très jeune constructeur indépendant qui utilisait depuis sa création en août 1959, des licences de fabrication de certains modèles de BMC.
En 1965, Innocenti présente, lors du Salon de l'automobile de Turin en novembre, sa version Mini Minor 850 mais avec un certain nombre de différences par rapport à la version anglaise originale. La finition intérieure était bien meilleure et d'un niveau très luxueux. Les profilés chromés de la calandre, les enjoliveurs de phares et le support de la plaque d'immatriculation carré en Italie étaient de bien meilleure facture. Si la mécanique et une partie de la carrosserie venaient directement de Grande-Bretagne, tous les autres composants étaient italiens. Tous les modèles Cooper bénéficiaient d'un servofrein de série alors que seule la version Cooper S du groupe BMC pouvait, avant 1972, en disposer en option.
Les différentes versions produites par Innocenti :
- Mini 850 - 1965-67
- Mini Cooper - 1966-68
- Mini Minor 2 - 1967-70
- Mini Cooper 1000 60 ch - 1968-72
- Mini Mk3 - 1970-73
- Mini Cooper 1 275 cm3 71 ch - 1972-75
- Mini Mk3 Export - 1973-75

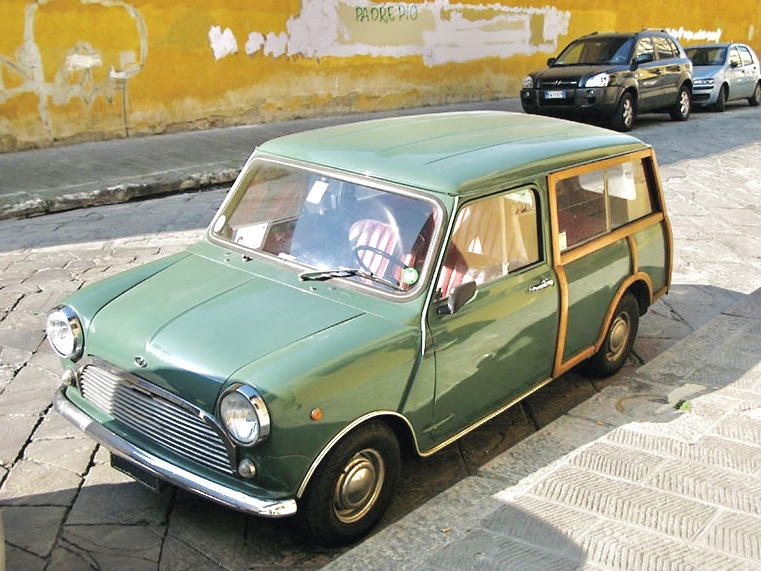
Une Innocenti Mini T avec inserts en bois

Innocenti a fabriqué le modèle break Country Van avec des inserts en bois, appelé Mini T. Ce fut la seule variante à la berline standard produite par Innocenti.
En février 1970, Innocenti avait équipé les vitres arrière fixes à l'origine, d'un système permettant l’entrebâillement sécurisé. Un accessoire bien pratique dans les pays chauds. En octobre 1970, les modèles produits en Australie et en Afrique du Sud reprirent ce système avec un angle d'ouverture plus important. Cependant, ces éléments ne sont pas interchangeables.

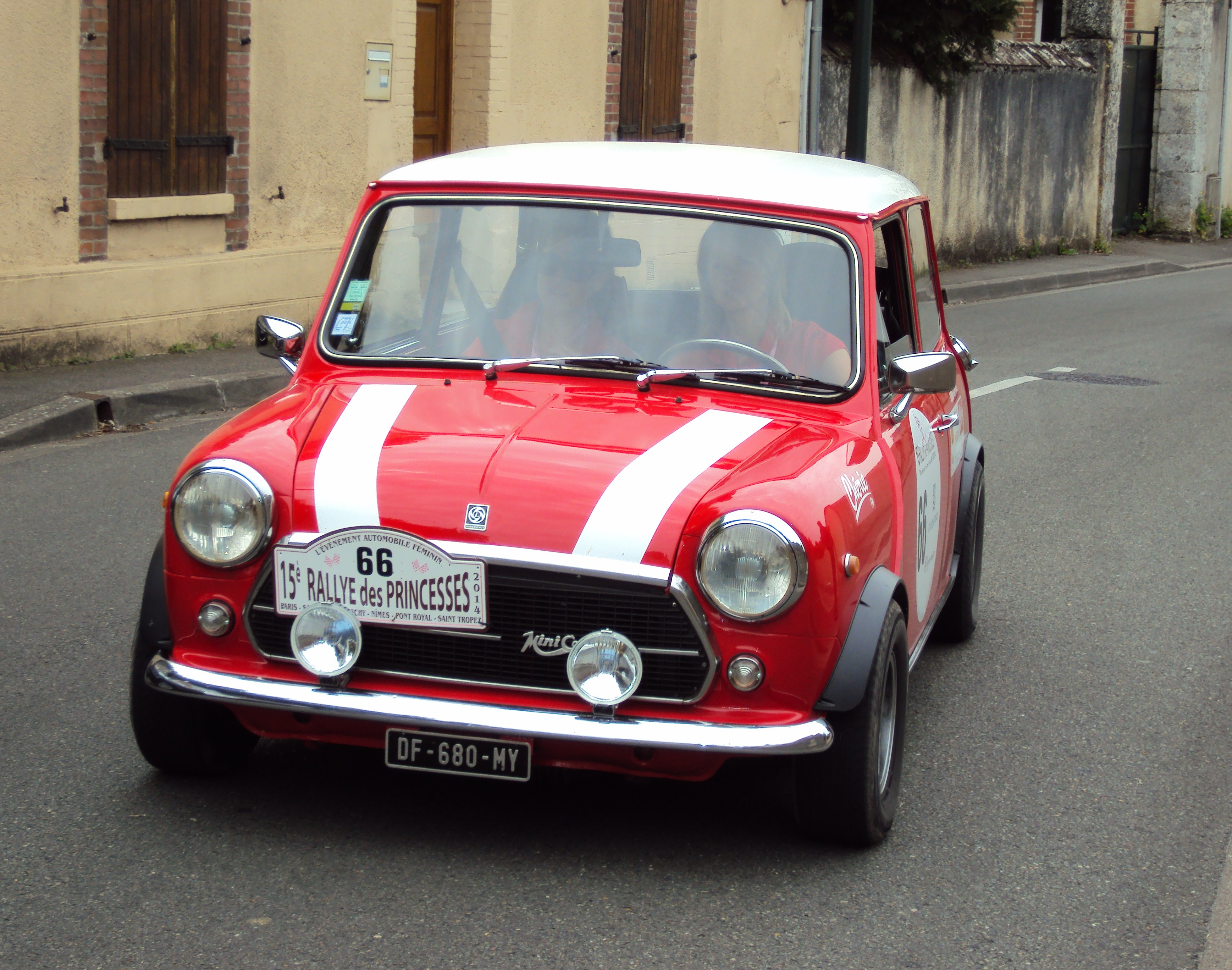
Innocenti Mini Cooper 1300 au Rallye des Princesses 1975

Mécaniquement, les modèles Innocenti Mini Cooper ont utilisé les bases anglaises mais il faut noter que les freins sont ceux, plus grands et plus puissants de la Cooper S avec servofrein.
Au début de l'année 1975, la production des Innocenti Mini s'est arrêtée pour être remplacés par la gamme Innocenti Mini 90 et 120.
On ne connaît pas le nombre total officiel de voitures produites, mais il est admis qu'environ 400 000 exemplaires ont quitté les chaînes de l'usine de Lambrate. Les seules données publiées par Innocenti concernent la production jusqu'au 31 décembre 1973 qui se décompose ainsi :
- 1965 - 72 - Innocenti Mini Minor / Mini T 848 cm3 41,5 ch DIN : 232 201 exemplaires,
- 1966 - 72 - Innocenti Mini Cooper 998 cm3 56 ch DIN : 36 770 exemplaires,
- 1970 - 12/73 - Innocenti Mini Matic 998 cm3 41,5 ch DIN : 5 232 exemplaires,
- 1972 - 12/73 - Innocenti Mini 1000/1001/Export 998 cm3 44 ch DIN : 90 461 exemplaires,
- 1972 - 12/73 - Innocenti Mini Cooper 1300/Export 1 275 cm3 67 ch DIN : 21 653 exemplaires.

soit un total certifié de 386 317 exemplaires, un an avant l'arrêt de sa fabrication.

## Curiosité
Il semble que tous les modèles Innocenti Mini n'aient pas été construits en Italie, certains exemplaires auraient été assemblés à Seneffe en Belgique.